# Sarah Menezes
Sarah Menezes (n. 26 martie 1990, Teresina, Piauí, Brazilia) este o sportivă braziliancă, medaliată olimpică. A participat la 3 ediții ale Jocurilor Olimpice (2008, 2012, 2016) în care a câștigat o medalie de aur.